# هانومان

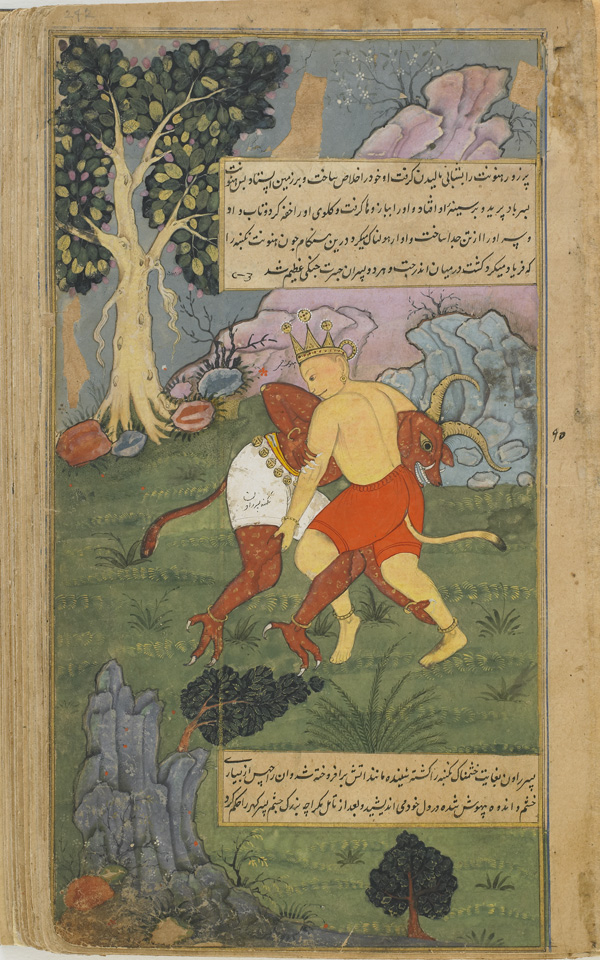
مینیاتوری از هانومان در حال نبرد. با شرحی به زبان فارسی از دوره گورکانیان

هانومان، هانومات یا هنونت (به هندی: हनुमान्) یکی از شخصیت‌های اسطوره‌ای هند است.
هانومان سردار «سوگریوا»، پادشاه بوزینگان بود که در حماسهٔ رامایانا با راما پیمان می‌بندد و هانومان در پی این پیمان به جستجوی «سیتا»، همسر ربوده شدهٔ راما، می‌پردازد و او را در کاخ پادشاه اهریمنان «هی رانیا کشیپو» می‌یابد.
هانومان نماد ایثار و فداکاری ست؛ که وقتی از او پرسیدند «آیا راما را می‌شناسی؟» سینه‌اش را درید و قلبش را نشان داد که بر آن نام راما نوشته بود.